# Nemognatha quinquemaculata
Nemognatha quinquemaculata là một loài bọ cánh cứng trong họ Meloidae. Loài này được Suffrian miêu tả khoa học năm 1853.